# St. Magdalenen (Hildesheim)
St. Magdalenen ist eine römisch-katholische ehemalige Klosterkirche am Rand der Altstadt von Hildesheim. Sie ist nach der heiligen Maria Magdalena benannt und befindet sich in der Mühlenstraße 25.

## Geschichte

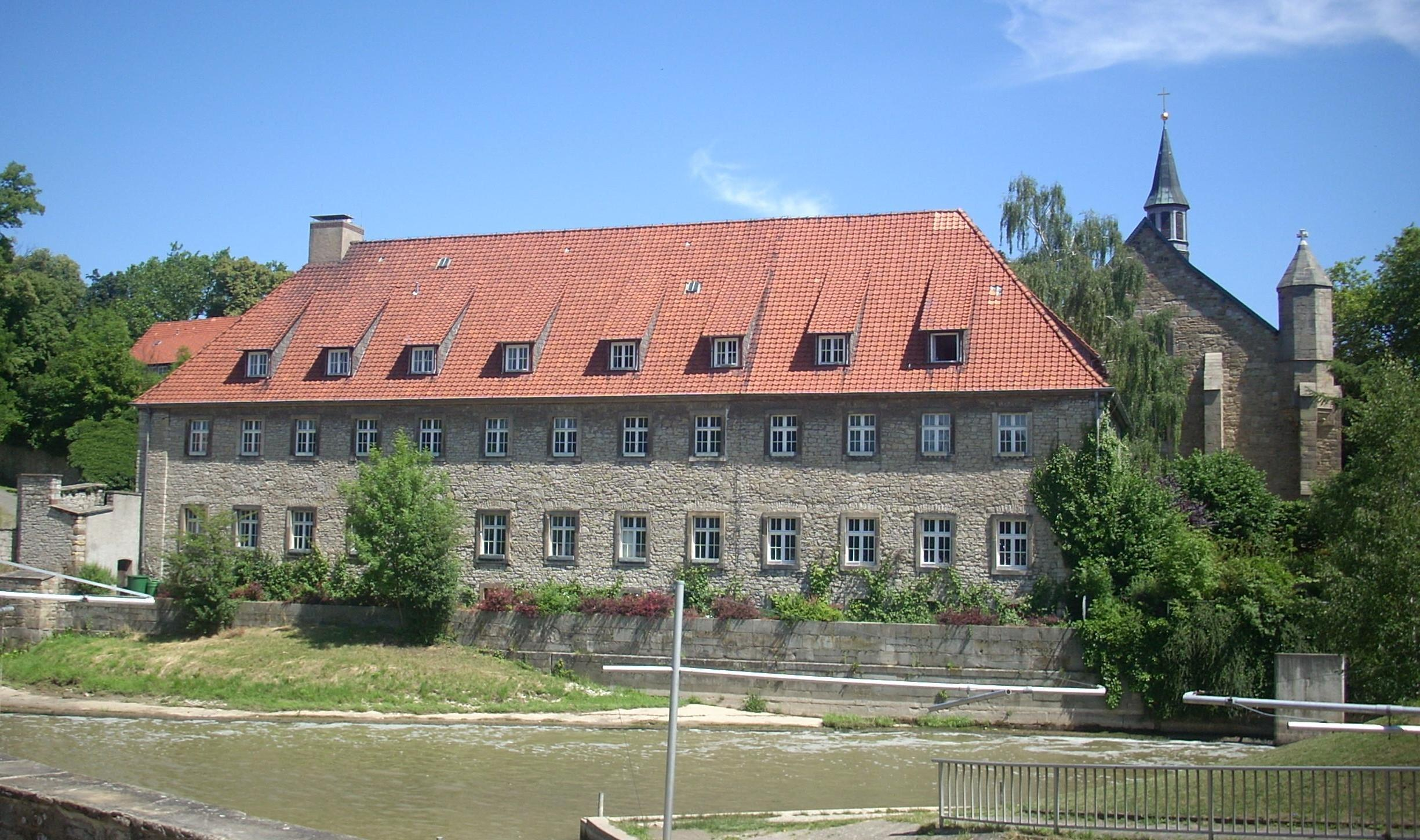
Kirche und ehem. Klostergebäude von Westen

Im Jahr 1224 gründete Bischof Konrad II. am Innersteufer vor der westlichen Stadtmauer ein Magdalenerinnenkloster. Einer provisorischen Klosterkirche folgte schon bald der heutige Bau, der 1294 geweiht wurde und das erste gotische Gebäude Hildesheims war.
Als der Rat von Hildesheim die Einführung der Reformation beschloss, blieben die Klöster unter dem Schutz des bischöflichen Landesherrn davon unberührt. Das Magdalenenkloster bestand bis zur Säkularisation Anfang des 19. Jahrhunderts. Seitdem ist die Kirche Eigentum der Klosterkammer Hannover. Da St. Michael, mit Ausnahme der Krypta und der Klostergebäude, lutherisch geworden war, wurde St. Magdalenen zugleich Pfarrkirche für die Katholiken der nördlichen Altstadt. Die Reliquien des heiligen Bernward wurden aus der Michaeliskirche hierher übertragen.
Im 15. Jahrhundert wurde die Kirche hallenartig umgebaut. Im 18. Jahrhundert wurden frühbarocke Portale sowie, kurz vor der Wende zum 19., eine Rokokoausstattung hinzugefügt. Teile eines zu Beginn des 15. Jahrhunderts als Werk eines unbekannten Meisters entstandenen Hochaltars, die die Magdalenenlegende zeigen, befinden sich heute in verschiedenen Museen, beispielsweise in der Staatsgalerie Stuttgart.
1694 wurde Francesco Maria Capellini, genannt Stechinelli, Hofbankier der Welfenherzöge, im Gewölbe unter dem Chor der Kirche beigesetzt.
1816 kam der Elffenaltar aus der Säkularisierungsmasse des Michaelisklosters nach St. Magdalenen; von 1843 bis 1945 stand er im Dom, seit 1961 steht er wieder hier.
Bei der Zerstörung Hildesheims am 22. März 1945 wurde auch die Magdalenenkirche schwer getroffen und brannte aus. Die Wiederherstellung in zum Teil vereinfachter Form und Ausstattung war erst 1961 abgeschlossen.
Vom 1. August 2004 an gehörte die Kirche zur Pfarrei „Zum Heiligen Kreuz“, die St.-Magdalenen-Gemeinde wurde in diesem Zusammenhang aufgelöst. Seit dem 1. November 2014 gehört die St.-Magdalenen-Kirche zur Pfarrei „St. Godehard“.

## Architektur

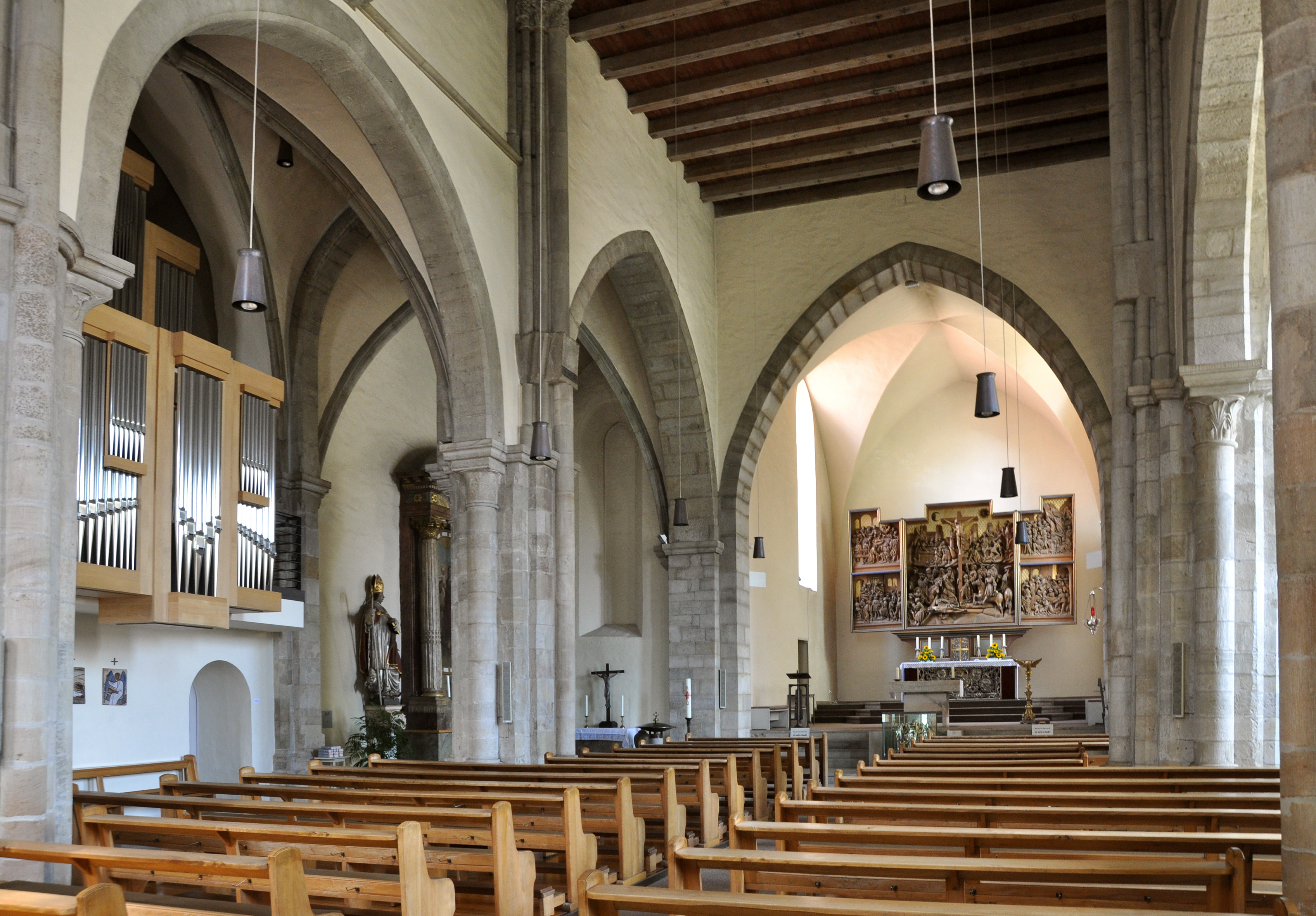
Mittelschiff nach Nordosten

St. Magdalenen ist eine spätgotische dreischiffige Hallenkirche mit Dachreiter und rechteckigem Chor. Überwölbt sind heute nur noch dieser sowie die Seitenschiffe. Die ursprüngliche Wölbung des Langhauses war ein sechsteiliges Kreuzrippengewölbe. Der Chor trägt die Gestaltung des barocken Umbaus von 1794 bis 1799. Das Westportal von 1733 flankieren zwei niedrige Treppentürme vermutlich aus dem 17. Jahrhundert. Die Vertikalität, Helligkeit und Schwerelosigkeit hochgotischer Räume fehlen dem Bau. Seine Schlichtheit und der fast geduckte Gesamteindruck entsprechen dem Bußcharakter des Magdalenenordens und der ersten Bauphase des 13. Jahrhunderts. Sie stehen in einem starken Kontrast zu den gotischen Kelchkapitellen im Langhaus, welche die Handschrift des Umbaus im 15. Jahrhundert tragen. 
Der Außenbau ist geprägt durch barocke Umbauten: Die Westfassade (wohl 17. Jahrhundert) sowie das West- und das Südportal (datiert 1721).

## Ausstattung

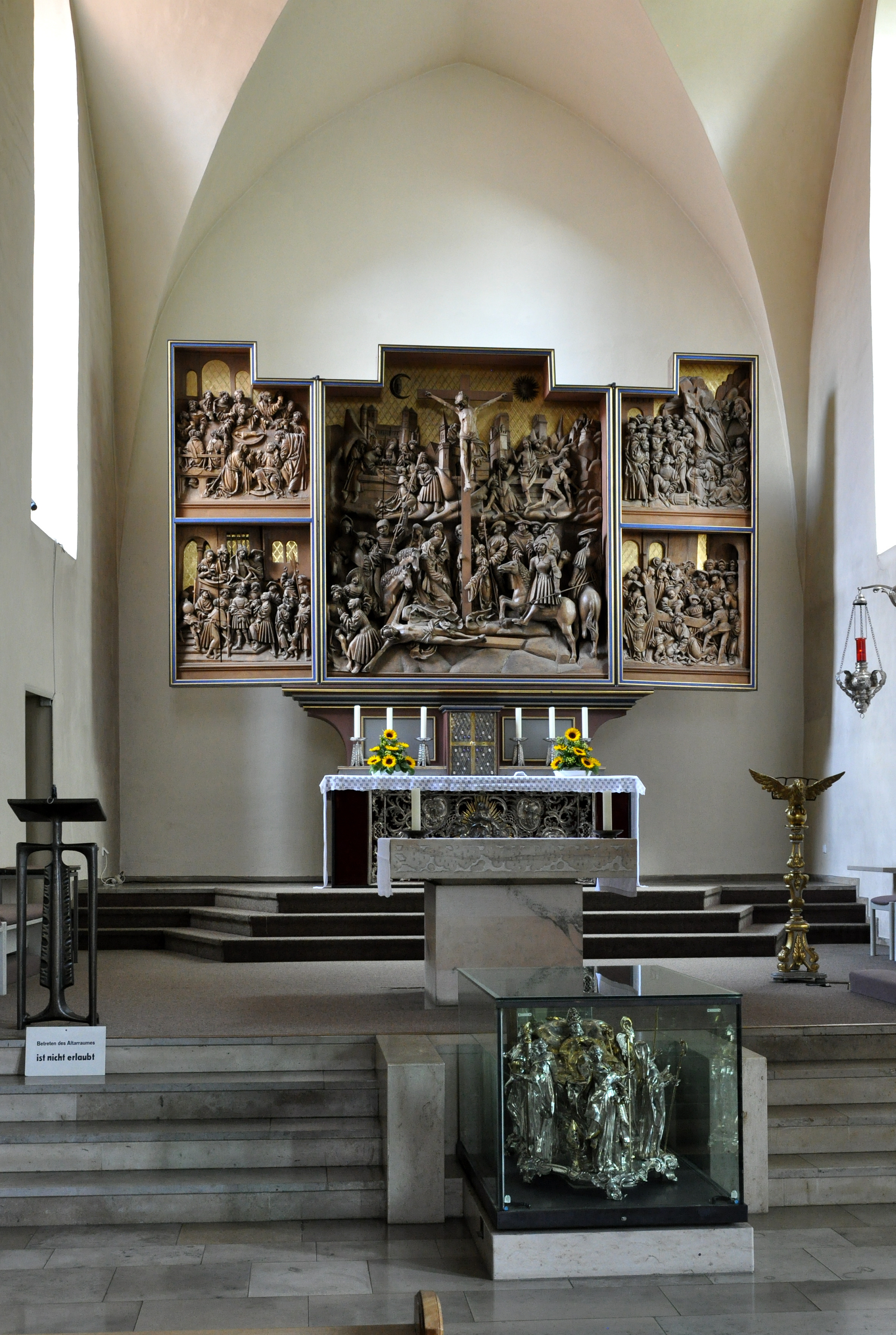
Chor mit Passionsaltar und Bernwardsschrein

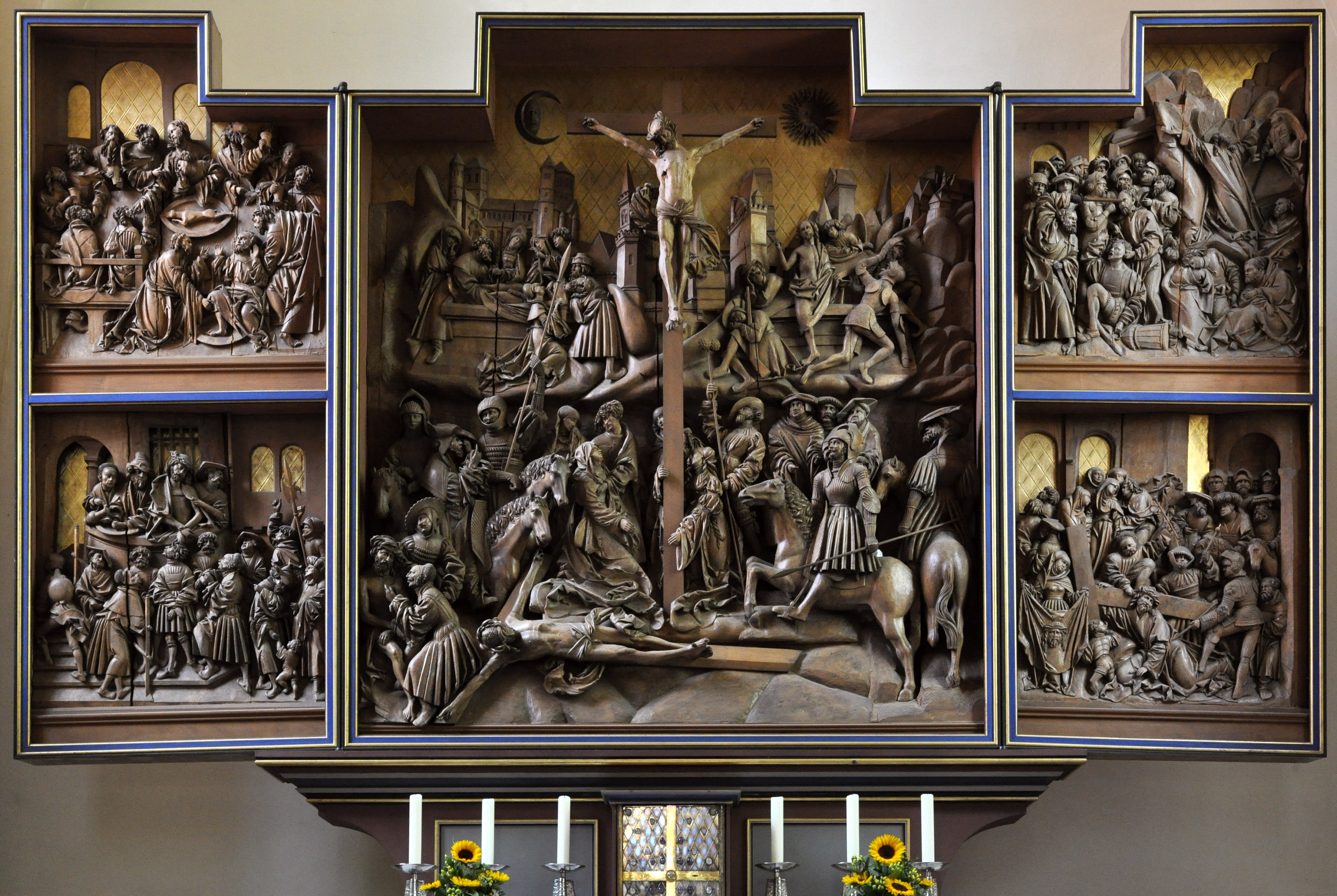
Passionsaltar

Von der Barock- und Rokokoausstattung ist neben einigen Altären und Heiligenfiguren als kostbarstes Stück der silberne Schrein der Bernwardsreliquien erhalten. Er wurde 1750 von Wilhelm Rammer in Augsburg geschaffen und zeigt detailreich den hl. Bernward, liegend im bischöflichen Ornat, sowie an den Ecken mit ihm verbundene Heilige und Engel in ausdrucksvollen Posen.
Das bedeutendste Ausstattungsstück der Magdalenenkirche ist der spätgotische Passionsaltar im Hochchor, der nach seinen vermuteten Stiftern, einem Brüderpaar aus dem Michaeliskloster, Elffenaltar genannt wird. Dieser Flügelaltar wurde um 1515 wahrscheinlich von dem Braunschweiger Bildschnitzer Levin Storch aus Lindenholz gefertigt und stellt figurenreich und dramatisch Szenen aus der Leidensgeschichte Christi dar. Nach dem Vorbild Tilman Riemenschneiders erreicht der Künstler die angestrebte Ausdruckskraft ohne farbige Bemalung allein durch die Bearbeitung des Holzes. Der Elffenaltar wird zu den besten Werken seiner Art gerechnet.

## Orgel

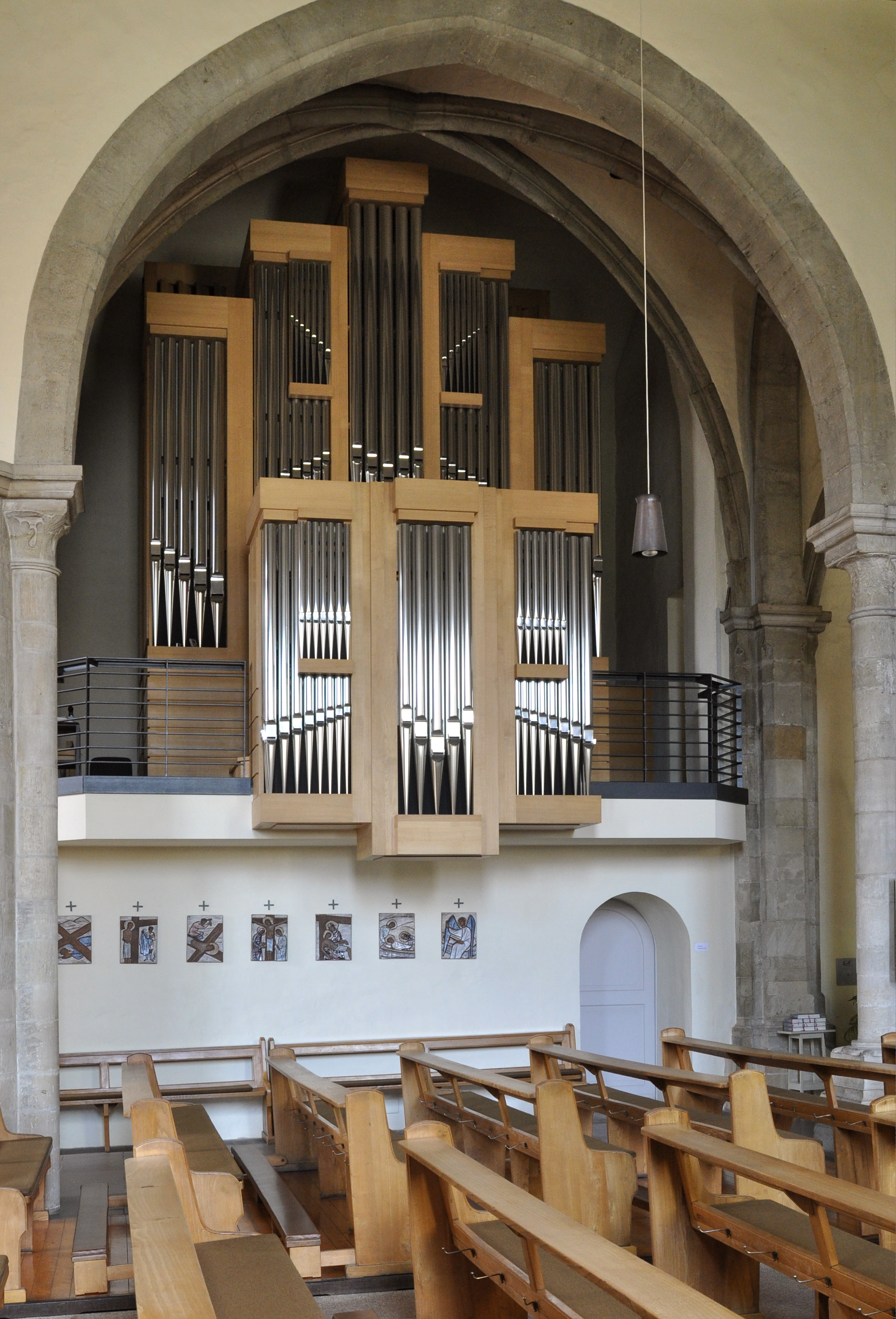
Prospekt der Seifert-Orgel

2009/2010 errichtete die Werkstatt Orgelbau Romanus Seifert & Sohn in St. Magdalenen eine neue Orgel. Sie ersetzte das Vorgängerinstrument von 1962 aus der Werkstatt Gebrüder Hillebrand Orgelbau (III + P / 21). Die Weihe der neuen Orgel erfolgte am 14. Februar 2010 durch Weihbischof Hans-Georg Koitz. Das Instrument verfügt über 33 Register, verteilt auf drei Manuale und Pedal. Es kostete etwa 470.000 € und wurde jeweils zur Hälfte von der Klosterkammer Hannover und vom Bistum Hildesheim finanziert.
Disposition
| I Hauptwerk C–a3 |       |
| Bordun           | 16′   |
| Principal        | 8′    |
| Flûte harmonique | 8′    |
| Gambe            | 8′    |
| Oktave           | 4′    |
| Doublette        | 2′    |
| Mixtur IV        | 1 ⁄3′ |
| Trompete         | 8′    |

| II Rückpositiv C–a3 |        |
| Rohrflöte           | 8′     |
| Quintade            | 8′     |
| Principal           | 4′     |
| Nachthorn           | 4′     |
| Nasard              | 2 ⁄3′  |
| Waldflöte           | 2′     |
| Terz                | 1 3⁄5′ |
| Mixtur III          | 1′     |
| Cromorne            | 8′     |
|                     |        |
| Tremulant           |        |

| III Schwellwerk C–a3 |    |
| Gedecktflöte         | 8′ |
| Salicional           | 8′ |
| Vox coelestis        | 8′ |
| Fugara               | 4′ |
| Querflöte            | 4′ |
| Octavin              | 2′ |
| Trompette harmonique | 8′ |
| Oboe                 | 8′ |
| Voix humaine         | 8′ |
|                      |    |
| Tremulant            |    |

| Pedal C–f1    |         |
| Principalbass | 16′     |
| Subbass       | 16′     |
| Quintbass     | 10 2⁄3′ |
| Oktavbass     | 8′      |
| Gedecktbass   | 8′      |
| Posaune       | 16′     |
| Trompete      | 8′      |

- Normalkoppeln: III-II, III-I, II-I, III-P, II-P, I-P
- Subkoppeln: III 16'-III, III 16'-II, III 16'-I
- Superkoppeln: III 4'-III, III 4'-II, III 4'-I